# Quận Jack, Texas
Quận Jack (tiếng Anh: Jack County) là một quận trong tiểu bang Texas, Hoa Kỳ. Quận lỵ đóng ở thành phố Jacksboro. Theo kết quả điều tra dân số năm  2000 của Cục điều tra dân số Hoa Kỳ, quận có dân số 8763 người.

## Thông tin nhân khẩu
Theo điều tra dân số năm 2000 6, quận đã có dân số 8.763 người, 3.047 hộ, và 2.227 gia đình sống trong Jack County. Mật độ dân số là 10 người cho mỗi dặm vuông (4/km ²). Có 3.668 đơn vị nhà ở với mật độ trung bình là 4 cho mỗi dặm vuông (2/km ²). Các dân tộc trong quận này gồm 88,68% người da trắng, 5,55% da đen hay Mỹ gốc Phi, 0,67% người Mỹ bản xứ, 0,27% người châu Á, 0,02% người đảo Thái Bình Dương, 3,83% từ các chủng tộc khác, và 0,97% từ hai hoặc nhiều chủng tộc. 7,89% dân số là người Hispanic hay Latino thuộc chủng tộc nào.
Có 3.047 hộ, trong đó 32,70% có trẻ em dưới 18 tuổi sống chung với họ, 60,30% là các cặp vợ chồng sống với nhau, 9,20% có chủ hộ là nữ không có mặt chồng, và 26,90% là không lập gia đình. 24,50% của tất cả các hộ gia đình đã được tạo thành từ các cá nhân và 12,80% có người sống một mình 65 tuổi trở lên đã được người. Bình quân mỗi hộ là 2,52 và cỡ gia đình trung bình là 2,99.
Trong quận, cơ cấu độ tuổi dân cư quận với 23,40% ở độ tuổi dưới 18, 10,00% 18-24, 29,80% 25-44, 21,60% 45-64, và 15,20% người 65 tuổi trở lên. Tuổi trung bình là 37 năm. Cứ mỗi 100 nữ có 120,40 nam giới. Cứ mỗi 100 nữ 18 tuổi trở lên, đã có 126,20 nam giới.
Thu nhập trung bình cho một hộ gia đình trong quận đã được $ 32.500, và thu nhập trung bình cho một gia đình là $ 37,323. Nam giới có thu nhập trung bình $ 28.838 so với 20.216 $ cho phái nữ. Thu nhập trên đầu cho quận là 15.210 $. Giới 10,10% gia đình và 12,90% dân số sống dưới mức nghèo khổ, trong đó có 13,90% những người dưới 18 tuổi và 13,70% có độ tuổi từ 65 trở lên.